# SK브로드밴드
SK브로드밴드(영어: SK Broadband)는 대한민국의 유선 통신 서비스 업체로, 1997년 9월 26일에 하나로통신으로 설립되었다. 서울특별시 중구 퇴계로 24 (남대문로5가, 남산그린빌딩)에 있으며, 모기업인 SK텔레콤이 지분을 100% 소유하고 있는 대한민국의 제2시내 전화 및 초고속인터넷 후발 사업자이다. SK브로드밴드의 전신인 하나로 통신은 1999년 4월 1일부터 시내전화를 서비스하기 시작하였으며, 최초로 ADSL 상용화 및 HFC(광동축 혼합망) 방식인 초고속 케이블 인터넷 서비스를 시작으로 현재 전화, 초고속 인터넷, 기가 인터넷, IPTV 등 서비스를 제공하고 있다.

## 연혁
- 1997년 : 하나로통신으로 설립
- 1999년 : 초고속인터넷과 시내전화 서비스 상용서비스 개시
- 2002년 : VDSL 상용서비스 개시
- 2004년 : 사명을 하나로통신에서 하나로텔레콤으로 변경
- 2008년 : 사명을 하나로텔레콤에서 SK브로드밴드로 변경
- 2009년 : 실시간 IPTV 방송 시작
- 2015년 : B tv 가입자 300만 돌파
- 2017년 : B tv 가입자 400만 돌파
- 2020년 : 티브로드, 티브로드동대문방송, 한국디지털케이블미디어센터 등과 합병

## 사업영역
- 케이블TV (HD다이렉트/디지털)
- 초고속 인터넷
- VoIP
- B tv(IPTV 서비스)

## SK텔레콤의 하나로텔레콤 인수
2008년 2월 15일 공정거래위원회는 모기업인 SK텔레콤이 하나로텔레콤을 인수하는 것을 조건부로 허용하였다.
인수 조건은 LG텔레콤(현 LG유플러스)과 주파수를 공유하는 것을 포함하고 있으며 결합재판매시 불공정 금지 등의 규제를 받을 것으로 보인다.

본 인수로 인하여 SK텔레콤은 국내 통신 서비스 분야에서 무선과 유선을 아우르는 강자로, 유선 통신 시장 점유율 1위를 독식하고 있는 KT와 대등한 입장에 설 수 있게 되었다.
2008년 9월 22일, 하나로텔레콤은 모기업인 SK텔레콤에 인수 의향서를 제출하여, 회사 이름을 SK브로드밴드로 변경하였음을 알렸다.

## SK브로드밴드의 서비스 및 사업부문
- B: 유선통신 대표 브랜드 (구 broad&)
- B인터넷: 초고속 인터넷 서비스 브랜드이다. (구 broad&인터넷, 하나포스)
- B tv: 인터넷 프로토콜 텔레비전 서비스 브랜드이다. (구 broad&iptv, 하나TV)
- B tv 케이블: 케이블 브랜드이다.
- wavve: 2019년 9월에 POOQ과 oksusu 통합을 한 모바일 TV,VOD 서비스 브랜드이다. (구 oksusu)
- B전화: 전화 서비스브랜드이다. (구 broad&fone, 하나폰)
- 클라우드캠: 보안CCTV 서비스브랜드이다.
- B tv POP: 자사의 인터넷 프로토콜 전송 방식으로 일정한 서비스 품질이 보장되는 가운데, 케이블 TV 가입자에게 실시간 방송 프로그램을 비롯한 각종 멀티미디어 콘텐츠를 복합적으로 제공하는 기술 중립성 방송 서비스이다.

### SK브로드밴드 제작 애니메이션
- 놀이터 구조대 뽀잉 제작 크레이지버드 스튜디오, Giggle Garage
- 시간여행자 루크 제작 대원미디어 기글가라지 애니작
- 인앱 제작 KBS SBA 애니작
- 롱롱죽겠지? 제작 스튜디오 게일, 서울산업진흥원, 아우구스트 미디어 KBS 1TV
- 보토스 패밀리 2 제작 콤마스튜디오 KBS SBA
- 린다의 신기한 여행 2 제작 탁툰엔터프라이즈 KBS SBA
- 꽉 잡아! 제작 DPS 대교위풍당당콘텐츠코리아투자조합
- 뱅글스쿨 제작 KBS 픽토스튜디오 제작지원 SBA
- 버추얼 가디언즈 제작 밤하늘 그림자리 스튜다오록스 제작투자 SK브로드밴드 (주)센트럴 투자파트너스
- 뾰족뾰족 포크가족 제작 탁툰엔터라이즈 (KBS 2TV)
- WHY? 제작 SK브로드밴드 (KBS 2TV) 방영중

### 애니메이션 제작사 협력 본사
- 아이코닉스, 시너지미디어, 에스에이엠지 엔터테인먼트, 투바앤, 애니작, 픽토스튜디오, 탁툰엔터프라이즈, 크레이지버드 스튜디오 그외 다수 제작 애니메이션, 마케팅지원, VOD서비스 공급한다.

## SK브로드밴드 지역방송국

### 서울특별시
| 방송국                    | 서비스 지역        | 소재지                          | 경쟁 방송국               |
| ------------------------- | ------------------ | ------------------------------- | ------------------------- |
| SK브로드밴드 강서방송     | 서울 강서구        | 서울특별시 강서구 까치산로 112  |                           |
| SK브로드밴드 광진성동방송 | 서울 광진구/성동구 | 서울특별시 강서구 까치산로 112  | 딜라이브 동서울케이블방송 |
| SK브로드밴드 노원방송     | 서울 노원구        | 서울특별시 강북구 도봉로81길 21 | 딜라이브 노원케이블방송   |
| SK브로드밴드 도봉강북방송 | 서울 도봉구/강북구 | 서울특별시 강서구 까치산로 112  |                           |
| SK브로드밴드 서대문방송   | 서울 서대문구      | 서울특별시 강서구 까치산로 112  | 딜라이브 서서울케이블방송 |
| SK브로드밴드 동대문방송   | 서울 동대문구      | 서울특별시 강서구 까치산로 112  | CMB 동대문방송            |
| SK브로드밴드 종로중구방송 | 서울 종로구/중구   | 서울특별시 강서구 까치산로 112  | 딜라이브 중앙케이블방송   |

### 경기도
| 방송국                | 서비스 지역                      | 소재지                            |
| --------------------- | -------------------------------- | --------------------------------- |
| SK브로드밴드 ABC방송  | 경기 안양시/과천시/의왕시/군포시 | 경기도 안양시 동안구 시민대로 194 |
| SK브로드밴드 기남방송 | 경기 용인시/안성시/이천시/평택시 | 경기도 평택시 이화로 139-20       |
| SK브로드밴드 수원방송 | 경기 수원시/오산시/화성시        | 경기도 수원시 팔달구 월드컵로 336 |
| SK브로드밴드 한빛방송 | 경기 안산시/시흥시/광명시        | 경기도 안산시 단원구 적금로 120   |

### 인천광역시
| 방송국                | 서비스 지역                       | 소재지                    |
| --------------------- | --------------------------------- | ------------------------- |
| SK브로드밴드 남동방송 | 인천 남동구 일원                  | 인천광역시 중구 우현로 13 |
| SK브로드밴드 새롬방송 | 인천 서구 일원                    | 인천광역시 중구 우현로 13 |
| SK브로드밴드 서해방송 | 인천 중구/동구/옹진군/강화군 일원 | 인천광역시 중구 우현로 13 |

### 세종특별자치시
| 방송국                | 서비스 지역    | 소재지                           | 경쟁 방송국  |
| --------------------- | -------------- | -------------------------------- | ------------ |
| SK브로드밴드 세종방송 | 세종특별자치시 | 세종특별자치시 연기면 당산로 151 | CMB 세종방송 |

### 충청남도
| 방송국                | 서비스 지역        | 소재지                             |
| --------------------- | ------------------ | ---------------------------------- |
| SK브로드밴드 중부방송 | 충남 천안시/아산시 | 충청남도 천안시 동남구 수선정길 19 |

### 전북특별자치도
| 방송국                | 서비스 지역                                       | 소재지                                  |
| --------------------- | ------------------------------------------------- | --------------------------------------- |
| SK브로드밴드 전주방송 | 전북특별자치도 완주군/전주시/무주군/진안군/장수군 | 전북특별자치도 전주시 완산구 팔달로 295 |

### 부산광역시
| 방송국                  | 서비스 지역                  | 소재지                         |
| ----------------------- | ---------------------------- | ------------------------------ |
| SK브로드밴드 낙동방송   | 부산 강서구/북구/사상구 일원 | 부산광역시 사하구 신산로 177-3 |
| SK브로드밴드 동남방송   | 부산 남구/수영구             | 부산광역시 사하구 신산로 177-3 |
| SK브로드밴드 서부산방송 | 부산 사하구/서구             | 부산광역시 사하구 신산로 177-3 |

### 대구광역시
| 방송국                | 서비스 지역        | 소재지                      | 경쟁 방송국  |
| --------------------- | ------------------ | --------------------------- | ------------ |
| SK브로드밴드 TCN방송  | 대구 달서구/달성군 | 대구광역시 남구 현충로 87-2 | GCS 푸른방송 |
| SK브로드밴드 대경방송 | 대구 서구          | 대구광역시 남구 현충로 87-2 |              |
| SK브로드밴드 대구방송 | 대구 중구/남구     | 대구광역시 남구 현충로 87-2 |              |

## 본점 및 지점 현황
- SK브로드밴드(주) 본점: 서울특별시 중구 퇴계로 24 (남대문로5가, 남산그린빌딩)
- SK브로드밴드(주) 한빛방송 : 경기도 안산시 단원구 적금로 120 (고잔동)
- SK브로드밴드(주) ABC방송 : 경기도 안양시 동안구 시민대로 194 (호계동)
- SK브로드밴드(주) 수원방송 : 경기도 수원시 팔달구 월드컵로 335 (우만동)
- SK브로드밴드(주) 기남방송 : 경기도 평택시 이화로 139-20 (죽백동)
- SK브로드밴드(주) 새롬방송, 남동방송, 서해방송 : 인천광역시 중구 우현로 13 (사동)
- SK브로드밴드(주) 전주방송 : 전북특별자치도 전주시 완산구 팔달로 295 (서노송동)
- SK브로드밴드(주) 중부방송 : 충청남도 천안시 동남구 수선정길 19 (영성동)
- SK브로드밴드(주) 낙동방송, 서부산방송, 동남방송 : 부산광역시 사하구 신산로 177-3 (신평동)
- SK브로드밴드(주) 강서방송, 광진성동방송, 도봉강북방송, 동대문방송, 서대문방송, 종로중구방송 : 서울특별시 강서구 까치산로 112 (화곡동)
- SK브로드밴드(주) 대구방송, 대경방송, TCN방송 : 대구광역시 남구 현충로 87-2 (대명동)
- SK브로드밴드(주) 세종방송 : 세종특별자치시 연기면 당산로 151

## 같이 보기
- SK텔레콤
- 대한민국의 인터넷